# Rafraîchisseur
Ein Rafraîchisseur (franz.: „Erfrischer“) war ein Zerstäubungsapparat.
Rafraîchisseure wurden etwa dazu benutzt, Parfüme in Räumen zu verbreiten. Sie bestanden aus einem Gefäß für die Flüssigkeit, in dem eine vertikale Röhre stand, deren oberes Ende sich dicht beim Ende einer weiteren, horizontalen Röhre befand. Blies man in die horizontale Röhre, wurde die Flüssigkeit angesaugt und beim Austritt aus dem Gefäß versprüht.
Auf ähnliche Weise arbeitet ein Drosophor.
Ein Rafraîchisseur wird in Theodor Fontanes Roman Effi Briest erwähnt.